# Jim Moran (baloncestista)
James Timothy "Jim" Moran (Syosset, Nueva York, 3 de diciembre de 1978) es un exjugador y entrenador de baloncesto, con doble nacionalidad irlandesa y estadounidense. Como profesional, únicamente conoció los colores del CB Gran Canaria. Es el jugador extranjero que más temporadas consecutivas ha jugado en un mismo equipo en la liga ACB, compartiendo ese privilegio junto a Anicet Lavodrama y John Pinone.[cita requerida]

## Trayectoria

### Profesional
Jim Moran se formó en el equipo del St. Dominic's High School de Nueva York. En 1997 llegó al The College of William and Mary, de Williamsburg, Virginia, donde jugó en el William & Mary Tribe de la NCAA. En 2001 fue contratado por el Club Baloncesto Gran Canaria de Las Palmas de Gran Canaria, España, debutando en la ACB el 29 de septiembre de 2001 frente al TAU Vitoria.
En agosto del 2011 se hizo definitiva su desvinculación del Gran Canaria 2014, club del que es el jugador con más partidos disputados (358), el que más minutos ha jugado (7.452), el que más triples ha convertido (336) y el que más recuperaciones ha realizado (296). Asimismo, Jim Moran es el cuarto máximo anotador en la historia de la entidad grancanaria (2060 puntos). El club comunicó también que su número, el 20, sería retirado.

### Selección nacional
Ha sido internacional con la selección de baloncesto de Irlanda.

### Entrenador
[actualizar]